# Der verspottete Christus

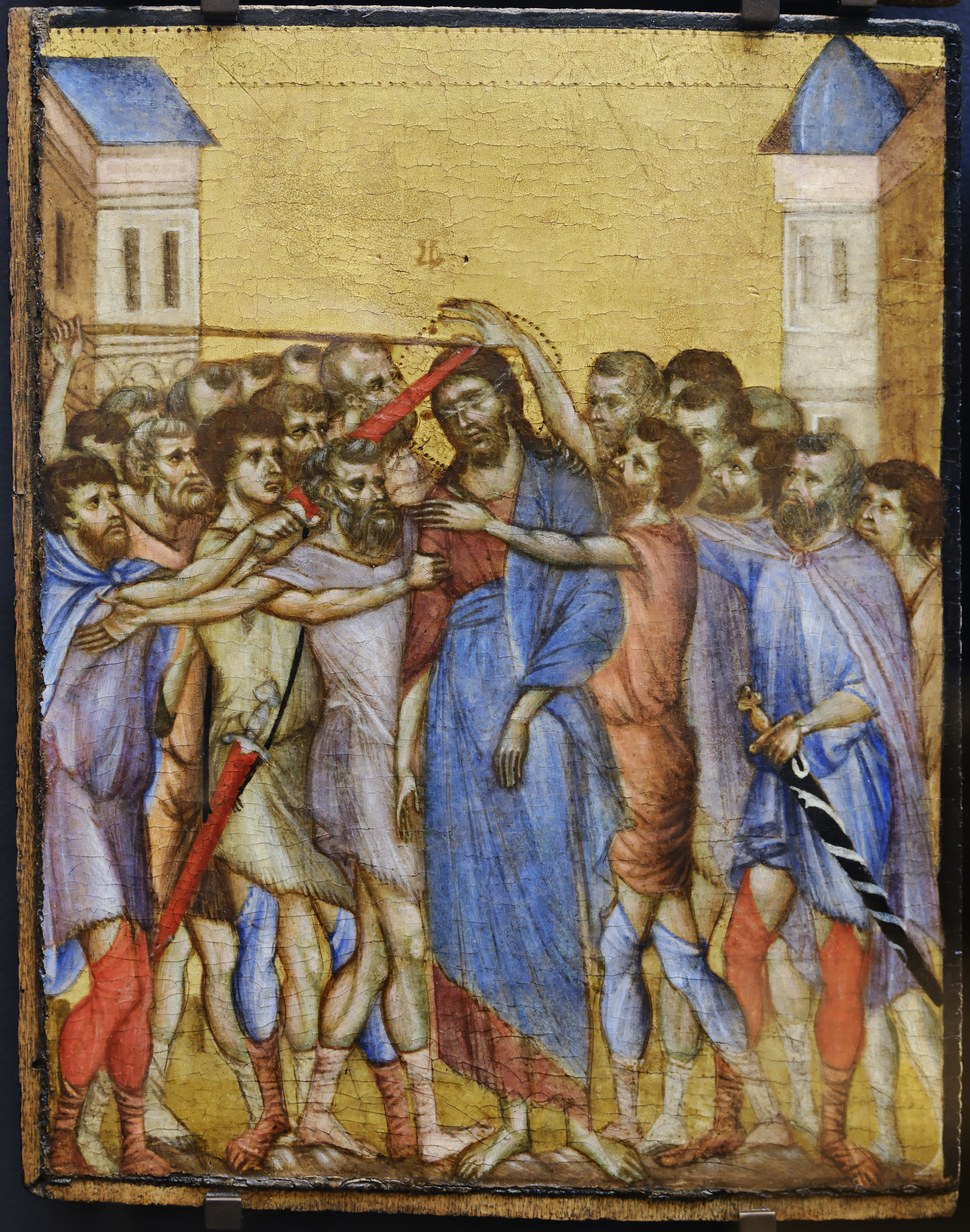
„Der verspottete Christus“

Der verspottete Christus ist ein Gemälde des Florentiner Malers Cimabue (ca. 1240 – ca. 1302). 
Das Gemälde hat eine Größe von 25 cm × 20 cm und gehört zum Altar-Polyptychon „Passion und Kreuzigung Christi“, das auf das Jahr 1280 datiert wird. Es ist auf einer Holztafel gemalt und zeigt die Passionsszene der „Verspottung Christi“ mit zwanzig Figuren vor einem goldfarbenen Hintergrund.
Bei der Haushaltsauflösung einer neunzigjährigen Dame 2019 in Compiègne nördlich Paris fiel einer Angestellten der beauftragten Firma das kleine Holztafel-Gemälde auf, das sie zunächst für das Werk eines unbekannten italienischen Malers hielt. Die Besitzerin selbst hatte es für eine russische Ikone gehalten; es hing Jahrzehnte weitgehend unbeachtet in einem Flur und sollte eigentlich mit dem übrigen Hausrat entsorgt werden. Erst der Kunstsachverständige Eric Turquin, zu dem die Angestellte das Gemälde brachte, erkannte Cimabues Urheberschaft. Das Gemälde wurde daraufhin auf einer Auktion 2019 für 24 Millionen Euro (19,5 Mio. netto) verkauft. Es ist damit das teuerste vor 1500 entstandene Gemälde und das achtteuerste eines Alten Meisters.
Zwei weitere Szenen aus dem gleichen Zyklus der Passion Christi von Cimabue sind in der Frick Collection in New York und der National Gallery in London. Darauf weisen unter anderem das bei allen drei verwendete Pappelholz und die im Holz vorhandenen Gänge von Holzwürmern hin.